# Flora Sardoa
Flora Sardoa (abreviado Fl. Sardoa) es un libro con ilustraciones y descripciones botánicas que fue escrito por el médico, botánico, briólogo, algólogo italiano Giuseppe Giacinto Moris y publicado en 3 volúmenes en Turín en los años 1837-1859.